# الارزبوم
اَلارَزبوم، روستایی است از توابع بخش یانه‌سر شهرستان بهشهر در استان مازندران ایران.

## جمعیت
این روستا در دهستان شهدا قرار دارد و براساس سرشماری مرکز آمار ایران در سال ۱۳۸۵، جمعیت آن ۴۵ نفر (۱۱خانوار) بوده‌است. مردم الارزبوم از قومیت طبری هستند. مردم الارزبوم به زبان طبری (مازندرانی) سخن می‌گویند.